# Bloody Mary (còctel)
El Bloody Mary és un còctel fet a partir de vodka i suc de tomàquet, condimentat amb espècies com la salsa Worcestershire, el tabasco, sal i pebre. És un còctel oficial de la International Bartenders Association.
Encara que hi ha diverses versions sobre l'origen del seu nom, la més estesa és que es correspon amb la reina Maria I d'Anglaterra.

## Decoració
- Abans de començar-lo a preparar és convenient gebrar la vora del got amb sal granada sucada amb llima.
- Es pot decorar amb una rodanxa de llima, cogombres en vinagre, gamba, api o altres verdures.
- Es prepara sempre en vas mesclador, no pas en coctelera. Es remena suaument amb cullereta, sense sacsejar. Se serveix en got alt.

## Ingredients
- 3 parts de vodka
- 6 parts de suc de tomàquet
- Un polsim de sal i pebre negre
- 3 gotes de salsa Worcestershire o salsa anglesa
- 3 gotes de salsa Tabasco
- Un rajolí de suc de llimona o de llima